# Buste de Pouchkine à Oulianovsk
Le buste de Pouchkine qui se trouve à Oulianovsk en Russie a été érigé le 12 juin 2005. Il représente le poète en haut-de-forme.

## Historique
C'est en 1899 pour le centenaire de la naissance d'Alexandre Pouchkine que la douma municipale de Simbirsk (ancien nom d'Oulianovsk) décide d'ériger un buste du poète dans un des parcs de la ville; mais le projet est reporté faute d'argent. Environ un siècle plus tard, le sculpteur Zourab Tsereteli, président de l'Académie des beaux-arts de Russie fait don d'un buste du poète en bronze. Il est installé dans la cour du musée littéraire de l'hôtel particulier des Iazykov (filiale du musée régional), le 12 juin 2005, à l'initiative de sa directrice, Larissa Ierchova.

## Pouckine à Simbirsk
Nombre de faits et d'événements relient la vie de Pouchkine à la ville de Simbirsk. Sa famille lui est liée, bien avant la naissance du poète. Deux de ses ancêtres sont voïvodes de Simbirsk au XVIIe siècle. Le gouverneur de Simbirsk, Zagriajski, est un parent de l'épouse de Pouchkine, Natalia Gontcharova. Des descendants directs de Pouchkine y sont évacués en 1941 pour fuir l'invasion  de l'armée allemande. Mais le plus important, est la venue dans ces contrées de Pouchkine lui-même. En effet, il s'est rendu à Simbirsk pour rendre visite à son ami, le poète Nikolaï Iazykov. Pouchkine traversa tout le gouvernement d'est en ouest, et ensuite du nord au sud.
L'on peut trouver dans l'œuvre de Pouchkine des références à Simbirsk. L'un de ses personnages importants, Petrouchka Griniov, est un noble de Simbirsk. Après avoir écrit La Fille du capitaine, Pouchkine écrit à propos de ce personnage et de sa femme Maria Gavrilovna : « leur descendance prospère jusqu'à nos jours dans le gouvernement de Simbirsk. » Il existe une version selon laquelle le poète, alors qu'il se trouvait à Simbirsk, est descendu chez le gouverneur Zagriajski. Il apprit à la gouvernante des filles du gouverneur à danser ; il aimait aussi valser avec la fille du gouverneur, la petite Lison (onze ans) qui plus tard épousera son frère, Léon Pouchkine.